# Aframomum laxiflorum
Aframomum laxiflorum är en enhjärtbladig växtart som beskrevs av Ludwig Eduard Loesener och John Michael Lock. Aframomum laxiflorum ingår i släktet Aframomum och familjen Zingiberaceae. Inga underarter finns listade i Catalogue of Life.